# Rudolf Herzog

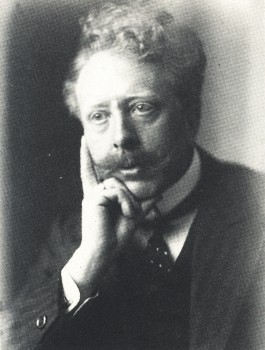
Rudolf Herzog auf einer Fotografie von Jacob Hilsdorf.

Rudolf Herzog (* 6. Dezember 1869 in Barmen (heute Stadtteil von Wuppertal); † 3. Februar 1943 in Rheinbreitbach) war ein deutscher Schriftsteller, Journalist, Dichter und Erzähler. Herzog war zu Beginn des 20. Jahrhunderts ein Bestseller-Autor, die meisten seiner Bücher erreichten Auflagen von mehreren Hunderttausend. Diese erschienen zunächst meist bei Cotta, später im Vier-Falken-Verlag seines Sohnes.

## Leben

### Kindheit und Jugend
Rudolf Herzog war Sohn des Buchdruckereibesitzers und Fabrikanten Albert Anton Herzog und dessen Ehefrau Maria Lisette Bellwitt. Seine Mutter verstarb 33-jährig im Januar 1875, als Herzog 5 Jahre alt war. Nach der Beschreibung in Herzogs Autobiographie Wilde Jugend (1929) kam er durch die beruflichen Kontakte seines Vaters schon früh in seiner Kindheit mit verschiedenen Literaten in Berührung. Nach dem Besuch der Vorschule und des Realgymnasiums hegte Herzog den Wunsch, Maler oder Leutnant beim Militär zu werden. Diesen Berufswünschen widersprach jedoch Herzogs Großmutter, die laut Herzogs Biographie das unangetastete Familienoberhaupt war. Erst auf Druck des Vaters begann er 1883 eine Ausbildung als Farbentechniker, um später das familiäre Geschäft übernehmen zu können. Diese Ausbildung absolvierte er wohl als Gehilfe in der Apotheke von Friedrich Talpke in Düsseldorf, wo er auch seine ersten Gedichte im Kulturclub der Balduren schrieb und seiner Eigenbiographie zufolge einen seiner besten Freunde, den späteren Maler Ludwig Neuhoff, kennenlernte.

### Aufstieg im Kaiserreich
Mit 17 Jahren veröffentlichte er 1886 zusammen mit seinem Bruder Albert Herzog, Arthur Strauß und Walter Bloem das Gedichtbändchen Jungwuppertal, das eine Liebeserklärung an seine Heimatstadt war. Nach dem Ende seiner Ausbildung im Jahre 1887 begann er eine kaufmännische Ausbildung in der Chemieindustrie. Herzog meinte später dazu, dass ihn diese Arbeit nie ganz ausgefüllt habe und er daher auch gegen den Willen des Vaters wenig später gekündigt habe. Herzogs literarische Tätigkeit steigerte sich ab diesem Zeitpunkt, sodass er es sich bald leisten konnte, als freier Schriftsteller und Journalist zu arbeiten. Seinen ersten Roman veröffentlichte Herzog 1892 mit Frau Kunst, den nach Aussagen Herzogs anfangs keine Zeitung drucken wollte. In dieser Zeit gründete er nach eigener Aussage mit einem ehemaligen Bekannten, Walter Bloem, die Zeitung Literarische Unterhaltungsblätter für Westdeutschland. 1893 veröffentlichte er sein erstes Drama Protection und den Roman Nur eine Schauspielerin, durch den er erstmals bekannt wurde. Die Vorlage für das zweitgenannte Buch soll dabei die kurze Liebelei mit der Schauspielerin Luise Willig gewesen sein. Im Frühjahr 1894 lernte er mit 25 Jahren seine zukünftige Frau, die Gesangsschülerin Minna Seiler, kennen, die später eine Karriere als Opernsängerin machte. Herzog heiratete sie 1895 in Friedberg. Nach der Hochzeit unternahmen er und seine Frau eine Italienreise und besuchten unter anderem Venedig, Bologna, Pisa und Tirol.
Ein Jahr später wurde er Feuilletonredakteur der Darmstädter Monatsschrift Schwarz-Rot, 1897 Chefredakteur der Hamburger Neuesten Nachrichten und 1899 Leiter des Feuilletons der Berliner Neuesten Nachrichten. Während seiner wechselnden Tätigkeiten als Redakteur und Korrespondent, unter anderem bei der „Interessen-Gemeinschaft“ (I.G.) der deutschen Teerfarbenindustrie, schrieb er mehrere Heimatgedichte, Dramen und Romane wie Die vom Niederrhein (1903) oder Die Wiskottens (1905), Hanseaten (1909) oder Die Burgkinder (1911), die in den Jahren vor dem Ersten Weltkrieg Millionenauflagen erreichten und ihn zu einem Liebling im bürgerlich-nationalistischen Lesepublikum machten.

### Der Erste Weltkrieg
Durch seine hohe Auflagenzahl und seinem Schreibstil wurde Kaiser Wilhelm II. auf ihn aufmerksam, dessen persönliche Freundschaft das restliche Leben von Herzog prägen sollte. 1913 stellte er in dem Buch Preußens Geschichte die Verdienste Wilhelms II. in die Reihe der herausragenden Leistungen der preußisch-deutschen Geschichte. 1907 kaufte er sich dank den hohen Bucheinkünften einen burgähnlichen Wohnsitz in Rheinbreitbach, in dem er ein „familiäres Nest“ für sich und seine Frau einrichtete.

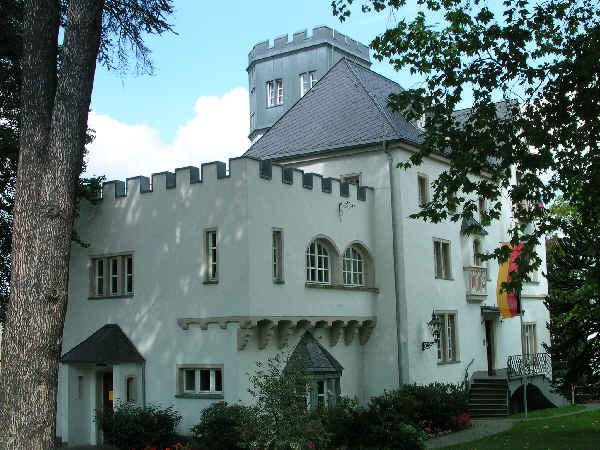
Obere Burg in Rheinbreitbach

Im September 1911 unternahm er eine Amerikareise zur Germanistic Society of America, auf welcher er das Ehrenband der Columbia University verliehen bekam. Die Eindrücke dieser Reise verarbeitete er in seinem 1915 erschienenen Buch Das große Heimweh, in dem er am Beispiel der deutschstämmigen Amerikaner dazu aufrief, sich der Pionierrolle des Deutschtums auf der ganzen Welt bewusst zu sein.
Nach seiner Rückkehr in die „Obere Burg“ von Rheinbreitbach erlebte Herzog dort den Ausbruch des Ersten Weltkrieges, welchen er mit Begeisterung aufnahm. Im August 1914 spendete er dem örtlichen Roten Kreuz 1000 Reichsmark und bot sein Haus als Lazarett mit kompletter Verpflegung an. Die ersten Kriegshandlungen erfuhr Herzog auf dem westlichen Kriegsschauplatz im Hauptquartier der III. Armee. Dort wurde er im Oktober 1914 bei Rethel an der Aisne am Bein verwundet. Im November 1914 wurde ihm dafür das Eiserne Kreuz (vermutlich 2. Klasse) verliehen. Die Verwundung konnte jedoch nicht schwer gewesen sein, da er schon im Dezember 1914 wieder einen „patriotischen Abend“ im eroberten Stadttheater von Sedan gab.
Nachdem 1914 nach wenigen Monaten bereits der Stellungskrieg im Westen begonnen hatte, nahm Herzog an der östlichen Front als Pressekorrespondent mit an der Erstürmung der Festung Kowno und Wilna unter General Karl Litzmann teil. Herzog hatte Litzmann, der im Herbst das Kommando einer Gardeeinheit im Ostfeldzug gegen Russland übertragen bekommen hatte, als Etappeninspekteur der III. Armee zu Beginn des Ersten Weltkrieges kennen gelernt. Inspiriert von den mit Litzmann gemachten Erfahrungen veröffentlichte Herzog neben seinen Romanen Das große Heimweh (1915), Die Stoltenkamps und ihre Frauen (1917) und Jungbrunnen (1918) in der Kriegszeit zwei Gedichtbände Ritter, Tod und Teufel (1915) und Vom Stürmen, Sterben, Auferstehen (1916). Daneben erfolgten mehrere Aufrufe an die Frauen und Kinder der Heimatfront, tapfer und stolz für Deutschland „auf die Äcker zu ziehen“ und „Brot zu schaffen“. Nach dem Zusammenbruch des Kaiserreiches durch die Novemberrevolution 1918 und dem Waffenstillstand von Compiègne übernahm Herzog die Leitung des Arbeiter- und Soldatenrates in Rheinbreitbach und unterstützte diesen auch finanziell. Er stellte sogar seinen Wohnsitz, die Obere Burg, als Wachlokal zur Verfügung und lagerte dort Waffen und Munition.

### Weimarer Zeit
Nach Auflösung des Arbeiter- und Soldatenrates im Sommer 1919 warb er mit einem pathetischen Aufruf in der Honnefer Volkszeitung für die Aufstellung eines Kriegerdenkmals für die Gefallenen in Rheinbreitbach. Im selben Jahr feierte er seinen 50. Geburtstag, zu dessen Ehren ihm Felix Leo Göckeritz ein 80-seitiges Lebensbildnis widmete. Literarisch versuchte er mit seinen Autobiographien wie Wilde Jugend (1929) und Mann im Sattel (1935) sein Lebenswerk zu vermarkten. Politisch engagierte er sich Walter Schmähling zufolge im Rheinischen Heimatbund, einer Vorläuferorganisation des „Rheinischen Vereins für Denkmalpflege und Landschaftsschutz“. Ebenso engagierte er sich 1921 literarisch an der Verteidigung Oberschlesiens im polnischen Aufstand von 1921, wofür er den Schlesischen Adlerorden erhielt.
1923 verstarb Herzogs Frau Minna Seiler, die Mutter seiner drei Söhne und seiner Tochter Tui. Drei Jahre später heiratete er sein Kinderfräulein Emma Elisabeth Lux, mit der er bis zu seinem Tod verheiratet blieb. Während der Weimarer Zeit pflegte er Kontakte zu Musikern, Literaten und Persönlichkeiten wie der Pianistin Elly Ney oder dem im Exil lebenden deutschen Kaiser Wilhelm II.

### Nationalsozialismus und Lebensende
In der Weimarer Republik begann Herzog mit den Nationalsozialisten zu sympathisieren, was sich auch in einer zunehmend antidemokratischen Tendenz in seinen Büchern äußerte. Im November 1932 gehörte er zu den Unterzeichnern eines Wahlaufrufs für Adolf Hitler im Völkischen Beobachter. Nach der Machtergreifung der Nationalsozialisten unterzeichnete er 1933 das Gelöbnis treuester Gefolgschaft für Adolf Hitler und veröffentlichte ein Buch über Die Geschichte des deutschen Volkes und seiner Führer, in dem er ähnlich wie 1913 Kaiser Wilhelm II. in Preußens Geschichte nun Hitler in die Reihe der großen Männer der preußisch-deutschen Geschichte stellte. Einem Zeitungsbericht zufolge hielt er 1933 einen Vortrag an der Universität Athen über die Entwicklung der nationalsozialistischen Bewegung, bei dem er „Greuelberichte über die Judenfrage“ in Deutschland nach eigener Aussage „widerlegte“.
Sein Sohn Rolfbaldur Herzog (1907–1949) gründete 1936 den „Vier Falken Verlag“ in Berlin, bei dem die meisten (bis dahin zumeist bei Cotta verlegten) Werke Rudolf Herzogs wieder aufgelegt wurden und auch seine Lebenserinnerungen sowie Werke befreundeter Autoren wie Johannes von Guenther und Will Vesper erschienen.
Ab 1936 bereiste er die ehemaligen deutschen Kolonien. Seine Reiseerlebnisse schilderte er in seinem 1937 erschienenen Buch Ich sehe die Welt, in dem er immer wieder darüber klagt, dass die „Wilden“ (angeblich) nicht ebenso edel, sauber, fleißig und ordentlich seien wie sein eigenes Volk. Sein literarisches Engagement für die nationalsozialistische Bewegung kulminierte 1938 in dem Buch Elisabeth Welsers Weggenossen. Zu seinen Ehren wurde vom Reichssender Köln unter der Leitung des völkischen Journalisten Friedrich Castelle ein persönliches Radiointerview aufgenommen. Adolf Hitler verlieh ihm zudem an seinem Ehrentag die Goethe-Medaille für Kunst und Wissenschaft durch den NSDAP-Kreisleiter Detlef Dern.
Am 3. Februar 1943, einen Tag nach der Kapitulation der deutschen Truppen in der Schlacht von Stalingrad, starb Herzog in Rheinbreitbach. Unklar ist, ob die Todesursache ein Blutsturz oder eine Lungenentzündung gewesen ist. Nach Aussage seiner Tochter Tui nahm ihn die Kapitulation der 6. Armee bei Stalingrad emotional so sehr mit, dass er tot in den Armen eines Freundes zusammenbrach. Beigesetzt wurde Herzog am 7. Februar 1943 auf dem Neuen Friedhof in Bad Honnef.
Mehrere seiner Werke wurden nach Kriegsende in der Sowjetischen Besatzungszone bzw. in der Deutschen Demokratischen Republik auf die Liste der auszusondernden Literatur gesetzt.

## Werke (Auswahl)
- 1901 Der Graf von Gleichen
- 1903 Die vom Niederrhein[21].
- 1904 Das Lebenslied
- 1905 Die Wiskottens[22]
- 1907 Der Abenteurer
- 1908 Das Goldene Zeitalter
- 1909 Hanseaten
- 1911 Die Burgkinder
- 1911 Die Welt in Gold
- 1913 Preußens Geschichte. Verlag Quelle & Meyer, Leipzig
- 1914 Das grosse Heimweh
- 1915 Der alten Sehnsucht Lied – Erzählungen
- 1916 Vom Stürmen, Sterben, Auferstehn – Kriegsgedichte. Verlag Quelle & Meyer, Leipzig
- 1916 Ritter, Tod und Teufel – Kriegsgedichte
- 1916 Der Adjutant
- 1916 Stromübergang – Dramatisches Gedicht. Stuttgart und Berlin: Cotta
- 1917 Die Stoltenkamps und ihre Frauen
- 1919 Germaniens Götter. Verlag Quelle & Meyer, Leipzig
- 1920 Die Buben der Frau Opterberg[23]
- 1922 Die Welt in Gold
- 1922 Kameraden
- 1924 Wieland der Schmied (zuerst in der Zeitschrift Die Woche, 1924 bei Cotta als Buch)
- 1926 Das Fähnlein der Versprengten
- 1928 Kornelius Vandervelts Gefährtin
- 1929 Wilde Jugend. Ein Lebensroman. Stuttgart und Berlin: Cotta Verlag
- 1931 Der Freiherr und die Altstadt
- 1932 Horridoh Lützow!
- 1933 Die Tänzerin und ihre Schwestern
- 1934 Geschichte des deutschen Volkes und seiner Führer
- 1938 Elisabeth Welsers Weggenossen. Roman aus vier Geschlechterfolgen